# Le avventure di Anselmo
Anselmo è un personaggio del fumetto creato dallo scienziato francese Jean-Pierre Petit, pubblicato inizialmente da Belin. Curioso e candido, le sue avventure sono un pretesto per la divulgazione della scienza in campi che vanno dalla fisica all'informatica, aiutato in questo dall'affascinante Sophia che lo guida nei suoi sforzi mentre lo lascia cercare, oltre che da tre animali molto dotti: Leon il pellicano, Max l'uccello e Tiresias la lumaca. Gli album sono pieni di incontri con personaggi di noti scienziati di diverse epoche (Einstein o Jean-Marie Souriau per esempio).
Questa serie è il primo esempio nella storia dell'educazione scientifica reale attraverso il fumetto. Non è un fumetto che si svolgerebbe nella comunità scientifica: l'obiettivo è quello di acquisire conoscenze scientifiche. Nasce da molti disegni che l'autore ha dovuto creare per insegnare scienze fisiche e geometria agli studenti di filosofia della Facoltà di Aix-en-Provence.
Il livello scientifico del target di lettori è molto vario: alcuni album possono essere compresi da studenti delle scuole superiori, la maggior parte da laureati in materie scientifiche, alcuni richiedono un primo livello universitario in matematica.

## Diffusione delle opere
Belin ha pubblicato quattordici album, altri quattro rifiutati da Belin sono stati pubblicati da Editions Présence.
Dal 1979 in poi, la serie è stata commercializzata in diverse lingue:
- in francese, Les aventures d'Anselme Lanturlu
- in inglese: Le avventure di Archibald Higgins (2 edizioni inglese e americana),
- in tedesco: Die Abenteuer des Anselm Wüßtegern,
- in finlandese: Anselmi Veikkonen seikkailee,
- in italiano: Le avventure di Anselmo,[2] Edizioni Dedalo vende le avventure di Anselmo in italiano.
- in portoghese: As aventuras de Anselmo Curioso,
- in russo: приключения Ансельмa Ансельмa Лантюрлю,[3]
- in polacco: Przygody Anzelma Roztropka,
- in esperanto: La aventuroj de Anselmo Lanturlup, pubblicato da Monda Asembleo Socia (ISBN 978-2-36960-035-0),
- ma anche in giapponese (2 album), e persiano (album Tout est relatif con il costume di Sophia ridisegnato come nell'edizione americana).

La serie completa degli album di Anselmo è distribuita gratuitamente dal 2005 sul sito web dell'associazione Savoir sans Frontières, che si è posta, tra l'altro, l'obiettivo di tradurre questi album nel maggior numero possibile di lingue. Anselmo si unisce così al movimento del fumetto online aggiungendo la dimensione della traduzione comunitaria, un'altra innovazione in questo campo.
A novembre 2018, 536 album e produzioni originali erano disponibili in 39 lingue, con l'aggiunta regolare di nuove traduzioni. Le lingue che conoscono il maggior numero di album scaricati dal sito dell'associazione sono: francese (1,98 milioni), spagnolo (1,8 milioni), tedesco (73000), inglese (49000), italiano (48000). A titolo di confronto, le serie Lucky Luke e Corto Maltese sono tradotte in una ventina di lingue, mentre le serie più diffuse Asterix e Tintin sono tradotte in più di un centinaio.
Nel 2011, Astropress Publishing (Biel-Bienne, Svizzera) ha pubblicato una nuova edizione che raccoglie la maggior parte degli album in diverse lingue. Ogni lingua è oggetto di 3 volumi, ogni volume di oltre 600 pagine:
- The Scientific Comics of Jean-Pierre Petit (ISBN 9781446775141, ISBN 978-1446777138)
- Die Wissenschaftlichen Comics von Jean-Pierre Petit (ISBN 9781447535751)
- Les Bandes Dessinées Scientifiques de Jean-Pierre Petit (ISBN 9781446799062)
- Le Bande Disegnate Scientifiche di Jean-Pierre Petit (ISBN 978-1447542131)

Alcuni album sono l'occasione per Jean-Pierre Petit di presentare in alcune pagine i propri risultati scientifici che sono stati in precedenza oggetto di pubblicazioni scientifiche o di altri libri. Questo è il caso:
- Il muro del silenzio
- Più veloce della luce
- L'Universo Gemellare
- Il topologicon
- Il cronologicon
- Il logotron

## Le avventure di Anselmoin italiano
Questi album sono pubblicati dalle Edizioni Dedalo.
- Cosa Pensano I Robot?
- Il Big Bang
- Il Volo
- Il Giro del Mondo
- Informagica
- Inflazione
- Tutto è Relativo
- I buchi neri
- Il Geometricon

## Le avventure di Anselmo in francese

### Les aventures d'Anselme Lanturlu
- Il Geometricon (Le géometricon), Belin, Parigi, 1979, 1980 (ISBN 2-7011-0372-X) : geometria degli spazi curvi.
- Il Volo (Si on volait ?), Belin, Parigi, 1980 (ISBN 2-7011-0368-1), ritirata dall'autore L'aspirisouffle : meccanica dei fluidi subsonici.
- Informagica (L'informagique), Belin, Parigi, 1980 (ISBN 2-7011-0376-2): introduzione all'informatica.
- Il buchi neri (Le trou noir), Belin, Parigi, 1981 (ISBN 2-7011-0389-4): relatività generale.
- Tutto è Relativo (Tout est relatif), Belin, Parigi, 1981 (ISBN 2-7011-0388-6): relatività ristretta.
- Il Big Bang (Big bang), Belin, Parigi, 1982 (ISBN 2-7011-0390-8) : genesi dell'universo.
- Cosa Pensano I Robot? (A quoi songent les robots?), Belin, Parigi, 1982 (ISBN 2-7011-0456-4): robotica.
- Il muro del Silenzio (Le mur du silence), Belin, Parigi, 1983 (ISBN 2-7011-0467-X): magnetoidrodinamica.
- Inflazione (Elle court, elle court, l'inflation), Belin, Parigi, 1983 (ISBN 2-7011-0485-8), ritirata dall'autore L'économicon : economia
- A tutta energia ! (Énergétiquement vôtre), Belin, Parigi, 1984 (ISBN 2-7011-0494-7): nucleare.
- Cosmic story, Belin, Parigi, 1985 (ISBN 2-7011-0489-0) : storia delle idee in cosmologia.
- Il Topologicon (Le topologicon), Belin, Parigi, 1985 (ISBN 2-7011-0466-1): topologia.
- Mille Miliardi di Soli, Belin, Parigi, 1986 (ISBN 2-7011-0469-6): astrofisica
- Per qualche ampère in più, Belin, Parigi, 1989 (ISBN 2-7011-1277-X): elettromagnetismo.

### Les nouvelles aventures d'Anselme Lanturlu
- Il Logotron, Présence (Sisteron), 1990 - (ISBN 2-901696-52-X) : linguistico e logico (teoria di Gödel); da non confondere con "Le Logotron informatique" dello stesso autore, un libro di introduzione alla programmazione di base pubblicato dal P.S.I. nel 1984.[5]
- Auguri di Buon'Apocalisse, Presenza (Sisteron), 1990 - (ISBN 2-901696-53-8): storia dei principi tecnologici delle armi fin dalla preistoria.
- Il cronologicon, Presenza (Sisteron), 1990 - (ISBN 2-901696-54-6): il tempo in cosmologia.
- Il Giro del Mondo, Presenza (Sisteron), 1990 - (ISBN 2-901696-55-4) : astronautica
- Lo Spondiloscopio, Belle Santé Magazine, 2005: anatomia

## Anselmo e Sophia negli altri album pubblicati da Savoir sans Frontières
Troviamo i personaggi di Anselmo e Sophia negli album:
- L'Ambra e il Vetro, pubblicato dall'associazione Science et Culture pour Tous. La stampa delle 1000 copie è stata finanziata dalla Free Foundation, 2010. I personaggi Anselmo e Sophie sono più giovani e senza che appaia il nome Anselmo.
- Piramidi, il segreto di Imothep (Pyramides, le secret d'Imothep): l'egittologia
- Elettricità, in altre parole (l'Electricité, autrement): per gli studenti delle scuole superiori
- Mécavol: aeronautica
- Più Veloce della Luce  : la cosmologia
- L'Universo Gemellare : la cosmologia

Troviamo il personaggio di Sophia (in marrone) in Achille Moneyback scopre l'informatica (introduzione alla programmazione in Basic), che presenta nella sua seconda parte la prima versione del computer Logotron.
Troviamo il personaggio di Anselmo (e quello di Sophia la bionda sostituita da Sophia/Deborah la bruna) nell'album Le 1001 Notte scientifiche (puzzle in topologia).
Troviamo il personaggio di Anselmo (sotto il nome di Candide) nell'album La Passione Verticale (aeronautica, elicottero).
Nessuno dei due personaggi appare nell'album Cenerentola 2000 , che riprende i personaggi principali del racconto introducendo una divulgazione della teoria dell'informazione per gli studenti delle scuole superiori.

### Anselmo e la comunità accademica
- Download Album sul sito web dell'Università di Lione.
- Scarica i primi album in portoghese sul sito web dell'Università di Coimbra.
- Presentazione (PDF) degli album di Anselmo e dell'associazione Savoir sans Frontières del Dipartimento di Matematica dell'Università di Roma.
- Valutazione positiva dell'album The Black Hole sulla rivista scientifica polacca Foton 84.
- Vincent Borrelli, docente, ha condotto il 21 ottobre 2013 un convegno, organizzato dal polo matematico dell'INSA di Lione, dal titolo: "Qual è la forma dell'universo?" Archiviato il 14 agosto 2020 in Internet Archive.. Le album "Le Géométricon" è citato come riferimento.
- Tre album di Anselmo sono citati da Michèle Porte nel suo libro Mémoire de la science, vol. II, libro senza raccolta dei taccuini di Fontenay, edizioni ENS, seminari 1986-87-dicembre 88, Fontenay/Saint-Cloud
- Il Geometricon è citato da Thomas Hausberger, Manuel Bächtold, in: Issues in Non-Euclidean Geometries, Pubblicazione dell'IREM di Montpellier - produzione del gruppo di Matematica e Filosofia, 2015. <hal-014429292915>
- Matematica e fumetti, del dipartimento di matematica dell'Università di Tolosa; anche questi album vengono rapidamente commentati su questo blog.

### Anselmo e i media
- (fr) Prima intervista televisiva su Anselmo (1981)[1]
- (fr) Presentazione dell'associazione Savoir sans Frontières durante un'intervista su France Inter.
- (bg) Articolo sull'associazione Savoir sans Frontières pubblicato sul sito web della rete bulgara Liternet, 17.03.2009.
- (fr) Presentazione dell'album "Le trou noir" di Jean-Pierre Petit nella mostra Temps X del 2 gennaio 1982 (archive INA).
- (fr) L'associazione Savoir sans Frontières è menzionata in un'intervista a di La Voix de la Russie, 2014/02.
- (fr) L'associazione Savoir sans Frontières è menzionata in un'intervista pubblicata da Les Inrockuptibles, 2012/09.
- (it) Video La Noce e il Cuore di Jean-Pierre Petit' sugli album di Anselmo in italiano.

1. ↑  https://www.youtube.com/Z1k4jFlABPE